# 文阿德
文阿德（Irenaeus J. Atwood；1849年—1913年）美国公理会传教士。
1882年，文阿德夫妇和丁家立（Charles Daniel Tenney）夫妇受美国公理会差遣，前往中国传教，稍迟于第一位来山西的欧柏林传教士冕路德牧师（Martin Luther Stimson）。文阿德于10月2日抵达天津，1883年驻山西太谷。文阿德购买了南街一处宅院布道行医，称为福音院。文阿德救活了太谷当地一个吞鸦片自杀者，扭转了人们对于传教士的态度。
1889年，冕路德牧师调离汾州去新西兰，公理会改派文阿德到汾州，在城内南水井购地10亩，开办诊所、戒烟所。1891年文阿德在汾州开办书院男子学校，两年后创建了女子学校，并在峪道河购置度假楼房。
1899年，文阿德返美度假，义和团事件发生时不在中国。1902 年，山西公理会唯一幸存的传教士文阿德返回太谷，办理教案。他将十几万两赔偿银全部用于整修教会楼房，建设医院、学校和图书馆等地方事业。他将戒烟所扩展为宏济施医院，设置病房。
1913年，文阿德退休离开汾州回国，同年在美国华盛顿州密尔顿去世。